# Специальное конструкторское технологическое бюро «Биофизприбор»
Специальное конструкторское технологическое бюро «Биофизприбор»  — предприятие по разработке, изготовлению и поставке медико-биологической техники на космические объекты.
Является ведущим приборостроительным предприятием по созданию аппаратуры медицинского контроля и биологических исследований для обитаемых космических объектов.

## История
Приборостроительное предприятие основано 3 июня 1955 года.
Постановлением ЦК КПСС и СМ СССР от 22 мая 1959 г. N 569—264 ГНИИА и КМ (А. В. Покровский), СКТБ «Биофизприбор» НИИ ЯФ МГУ (С. Н. Вернов), ИБФ Академия медицинских наук СССР назначены основными исполнителями по созданию медицинской и дозиметрической аппаратуры, решения вопросов питания и водоснабжения космонавта в экспериментальном корабле-спутнике.
Инженер из СКТБ «Биофизприбор» В. Р. Фрейдель входил в медицинскую группу, готовившую Ю. А. Гагарина и дублеров к старту.
Основными направлениями деятельности являются разработка, изготовление, испытания и поставка специальной аппаратуры.

Участники совещания по совместным российско-американским экспериментам на биоспутнике «БИОН-11» в Эймсском исследовательском центре НАСА (США).

СКТБ участвовало в реализации государственных и международных космических программ «Алмаз», «Союз-Аполлон», «Интеркосмос», «Бион», «Марс». Аппаратурой данного предприятия, созданной с главными академическими и медицинскими учреждениями страны оснащались все пилотируемые космические корабли, орбитальные станции и биологические спутники.
СКТБ «Биофизприбор» участвует в программе «БИОН», проводя комплексные исследования на животных и растительных организмах в интересах космической биологии, медицины и биотехнологии, в целях изучения влияния состояния невесомости.

3 июня 2015 г. в Санкт-Петербурге в здании администрации Приморского района состоялась VI Всероссийская научно-практическая конференция «Аппаратура и методы медицинского контроля и функциональной диагностики состояния человека в экстремальных условиях», посвященная 60-летию СКТБ «Биофизприбор».